# Eleição municipal de Osasco em 2016
A Eleição municipal de Osasco em 2016 aconteceu em 2 de outubro de 2016 para eleger um prefeito, um vice-prefeito e 21 vereadores no município de Osasco, no Estado de São Paulo, no Brasil. O candidato eleito foi Rogério Lins, do PTN, com 61,21% dos votos válidos no segundo turno, disputando contra o prefeito da época, Jorge Lapas, que teve 38,79% dos votos válidos no segundo turno.
No primeiro turno, os 566 mil eleitores aptos da cidade de Osasco elegeram os 21 dos 514 candidatos para ocuparem o cargo de vereador. Rogério Lins recebeu 39,44% dos votos válidos, e Lapas recebeu 38,55%,o que resultou na vitória de Rogério Lins no segundo turno que ocorreu no dia 30 de Outubro de 2016.

## Antecedentes
Na eleição municipal de Osasco em 2012, o candidato Jorge Lapas, do PT, foi eleito logo no primeiro turno como prefeito de Osasco com 60,03% dos votos. O candidato e ex prefeito, que era o líder nas pesquisas, Celso Giglio, do PSDB, teve sua candidatura cassada pelo Tribunal Regional Eleitoral, impedindo com que tivesse a chance de assumir novamente o cargo de prefeito.

## Eleitorado
Na eleição municipal de Osasco em 2016, votaram 566.083 eleitores, sendo que a porcentagem dos eleitores que não compareceram às urnas no 1º turno foram 21,45% ausentes, e no 2º turno, 24,78% ausentes.

## Candidatos
Foram oito candidatos à prefeitura em 2016 no primeiro turno: o candidato Celso Giglio, do PSDB, teve sua candidatura indeferida pelo Tribunal Regional Eleitoral, Rogério Lins do PTN, Lapas do PDT, Claudio Piteri do PPS, Osvaldo Verginio do PEN, Valmir Prascidelli do PT, Marcos Arruda do REDE e Solange Pall do PSOL.
| Candidato(a)       | Vice              | Partido | Coligação |
| ------------------ | ----------------- | ------- | --- |
| Rogério Lins       | Ana Rossi         | PTN     | "Renova Osasco" PTN/ PR/ PRP                                                                                                 |
| Jorge Lapas        | Luciano Camandoni | PDT     | "Coligação Somos Todos Osasco" PDT/ PC do B/ PHS/ PMDB/ PP/ PRB/ PROS/ PRTB/ PSD/ PSB/ PSC/ PSDC/ PSL/ PTB/ PTC/ PT do B/ PV |
| Claudio Piteri     | Délbio Teruel     | PPS     | "A Mudança Começa Por Osasco" PPS/ PMN/ PPL                                                                                  |
| Osvaldo Verginio   | Joel Bitencourt   | PEN     | |
| Valmir Prascidelli | Gustavo Anitelli  | PT      | |
| Marcos Arruda      | Fania Uchoa       | REDE    | |
| Solange Pall       | Henrique Sato     | PSOL    | |
| Celso Giglio       | Andre Sacco       | PSDB    | "Competência Para Mudar" PSDB/ DEM/ SD                                                                                       |

## Campanha
Rogério Lins, candidato do PTN, promete em sua campanha, deixar a cidade de Osasco mais acessível e segura. Tem promessas também de construir creches em conjunto com a iniciativa privada, devido ao grande número de crianças nas filas de espera das creches existentes. O candidato do PDT, Jorge Lapas, tenta a reeleição apostando em construções de obras em toda a cidade visando melhorar a acessibilidade e qualidade de vida dos habitantes.

## Resultados

### Prefeito
No dia 2 de Outubro de 2016 ocorreu o primeiro turno da eleição municipal de Osasco, levando a decisão para um segundo turno entre Rogério Lins e Lapas que foi decidido no dia 30 de Outubro de 2016.
| Candidato(a)            | Vice                   | 1º Turno 2 de outubro de 2016 | 1º Turno 2 de outubro de 2016 | 2º Turno 30 de outubro de 2016 | 2º Turno 30 de outubro de 2016 |
| Candidato(a)            | Vice                   | Votação                       | Votação                       | Votação                        | Votação                        |
|                         |                        | Total                         | Porcentagem                   | Total                          | Porcentagem                    |
| ----------------------- | ---------------------- | ----------------------------- | ----------------------------- | ------------------------------ | ------------------------------ |
| Rogério Lins (PTN)      | Ana Rossi              | 109.705                       | 39.44%                        | 218.779                        | 61.21%                         |
| Jorge Lapas (PDT)       | Luciano Camandoni      | 107.232                       | 38.55%                        | 138.625                        | 38.79%                         |
| Claudio Piteri (PPS)    | Délbio Teruel          | 28.450                        | 10.23%                        |                                |                                |
| Osvaldo Verginio (PEN)  | Joel Bittencourt       | 14.734                        | 5.30%                         |                                |                                |
| Valmir Prascidelli (PT) | Gustavo Anitelli       | 9.850                         | 3.54%                         |                                |                                |
| Marcos Arruda (REDE)    | Fania Uchoa            | 4.130                         | 1.48%                         |                                |                                |
| Solange Pall (PSOL)     | Henrique Sato          | 4.088                         | 1.47%                         |                                |                                |
| Celso Giglio (PSDB)     | Andre Sacco            | 0                             | 0.00%                         |                                |                                |
| Total de votos válidos  | Total de votos válidos | 278.189                       | 62.56%                        | 357.404                        | 83.94%                         |
| Votos em branco         | Votos em branco        | 30.713                        | 6.91%                         | 18.948                         | 4.45%                          |
| Votos nulos             | Votos nulos            | 135.771                       | 30.53%                        | 49.431                         | 11.61%                         |
| Total                   | Total                  | 444.673                       | 100%                          | 425.783                        | 100%                           |
| Abstenções              | Abstenções             | 121.410                       | 21.45%                        | 140.300                        | 24.78%                         |
| Total de eleitores      | Total de eleitores     | 566.083                       | 100%                          | 566.083                        | 100%                           |

### Vereador
No dia 2 de Outubro de 2016 foram eleitos 21 vereadores na cidade de Osasco.
| Resultado da eleição para a Câmara Municipal de Osasco em 2016 por candidato | Resultado da eleição para a Câmara Municipal de Osasco em 2016 por candidato | Resultado da eleição para a Câmara Municipal de Osasco em 2016 por candidato | Resultado da eleição para a Câmara Municipal de Osasco em 2016 por candidato | Resultado da eleição para a Câmara Municipal de Osasco em 2016 por candidato |
| Candidato                                                                    | Número                                                                       | Partido                                                                      | Votos                                                                        | Porcentagem                                                                  |
| ---------------------------------------------------------------------------- | ---------------------------------------------------------------------------- | ---------------------------------------------------------------------------- | ---------------------------------------------------------------------------- | ---------------------------------------------------------------------------- |
| Dr. Lindoso                                                                  | 45555                                                                        | PSDB                                                                         | 6.214                                                                        | 1.73%                                                                        |
| Ana Paula Rossi                                                              | 22022                                                                        | PR                                                                           | 6.086                                                                        | 1.70%                                                                        |
| Claudio da Locadora                                                          | 43143                                                                        | PV                                                                           | 5.974                                                                        | 1.67%                                                                        |
| Alex da Academia                                                             | 12200                                                                        | PDT                                                                          | 5.863                                                                        | 1.64%                                                                        |
| Lúcia da Saúde                                                               | 27221                                                                        | PSDC                                                                         | 5.660                                                                        | 1.58%                                                                        |
| Toniolo                                                                      | 65678                                                                        | PC do B                                                                      | 5.292                                                                        | 1.48%                                                                        |
| Batista Comunidade                                                           | 70800                                                                        | PT do B                                                                      | 5.161                                                                        | 1.44%                                                                        |
| Ni da Pizzaria                                                               | 19505                                                                        | PTN                                                                          | 4.891                                                                        | 1.37%                                                                        |
| Ricardo Silva                                                                | 10123                                                                        | PRB                                                                          | 4.778                                                                        | 1.33%                                                                        |
| Prof. Mário Luiz Guide                                                       | 40140                                                                        | PSB                                                                          | 4.244                                                                        | 1.18%                                                                        |
| De Paula                                                                     | 45678                                                                        | PSDB                                                                         | 4.064                                                                        | 1.13%                                                                        |
| Tinha Di Ferreira                                                            | 14041                                                                        | PTB                                                                          | 3.888                                                                        | 1.09%                                                                        |
| Jair Assaf                                                                   | 90123                                                                        | PROS                                                                         | 3.882                                                                        | 1.08%                                                                        |
| Ribamar Silva                                                                | 44144                                                                        | PRP                                                                          | 3.863                                                                        | 1.08%                                                                        |
| Pelé da Cândida                                                              | 20610                                                                        | PSC                                                                          | 3.198                                                                        | 0.89%                                                                        |
| Josias da Juco                                                               | 55655                                                                        | PSD                                                                          | 3.178                                                                        | 0.89%                                                                        |
| Didi                                                                         | 45630                                                                        | PSDB                                                                         | 3.145                                                                        | 0.88%                                                                        |
| Ralfi                                                                        | 19020                                                                        | PTN                                                                          | 3.088                                                                        | 0.86%                                                                        |
| Daniel Matias                                                                | 44012                                                                        | PRP                                                                          | 2.850                                                                        | 0.80%                                                                        |
| Rogerio Santos                                                               | 19190                                                                        | PTN                                                                          | 2.521                                                                        | 0.70%                                                                        |
| Dra. Régia                                                                   | 12000                                                                        | PDT                                                                          | 1.901                                                                        | 0.53%                                                                        |

| Votos válidos   | Votos válidos   | 358.184 | 80,55% |
| Votos nulos     | Votos nulos     | 53.170  | 11.96% |
| Votos em branco | Votos em branco | 33.319  | 7,49%  |
| Total           | Total           | 444.673 | 100%   |
| --------------- | --------------- | ------- | ------ |

## Análise
Depois de um segundo ano consecutivo em que teve sua candidatura cassada pelo TSE, Celso Giglio, do PSDB, o candidato que tinha a maior intenção de votos nas pesquisas, não pode assumir pode assumir o posto de prefeito que há tanto tempo havia perdido. A eleição sobrou para o ex-prefeito Lapas, que mudou de partido do PT para o PDT e o candidato vencedor Rogério Lins, do PTN.